# Muscaria

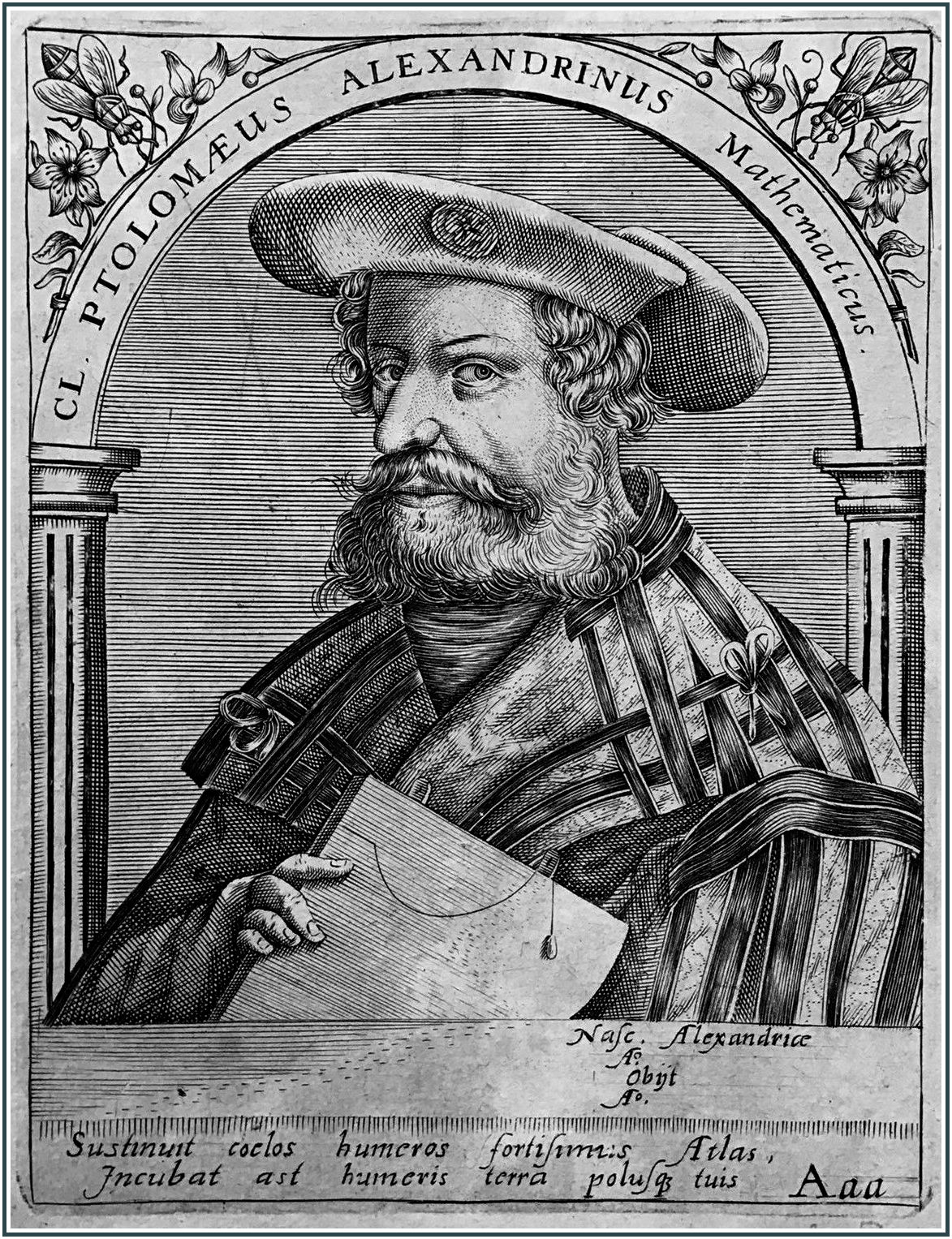
Claudio Ptolomeo fue el único autor de la antigüedad que nombró a Muscaria. La imagen corresponde a un grabado alemán del.

Muscaria o Muskaria (este último utilizado también en euskera) hace referencia a la denominación de una ciudad vascona descrita por el geógrafo Ptolomeo en el siglo II, pero sobre cuya verdadera localización no se tiene seguridad; se ha propuesto su ubicación en puntos de la Ribera Navarra y de las Cinco Villas de Aragón, comarcas en las que en actualidad varias asociaciones sociales, culturales y deportivas utilizan el nombre de Muskaria.
En el pasado varios autores creyeron que Muscaria era la precursora de la actual Tudela y que, de acuerdo a la filiación vascona que Ptolomeo da la ciudad, el propio término era euskérico por lo que fue tomado como equivalente en esa lengua del topónimo Tudela. Sin embargo, está documentado que Tudela fue refundada en el 802 sobre un núcleo preexistente en el cerro de Santa Bárbara poblado desde el primer milenio antes de Cristo por el pueblo celtíbero, por Amrus ben Yusuf, gobernador de la Marca Superior, nombrado por el emir Al-Hakam I, y de hecho la Real Academia de la Lengua Vasca no consideró apropiado el topónimo Muskaria para referirse a Tudela y prefirió en su lugar Tutera por ser esta última la forma, documentada desde el siglo XVII, con la que la población euskaldún del norte de Navarra se refería a Tudela.

## Datos de su existencia
El único autor que menciona la existencia de Muscaria es Claudio Ptolomeo quien al describir la península ibérica en el siglo II hizo una única referencia a esta población situándola en las coordenadas 14º 20´ / 42º 25´ (que no son válidas en la actualidad, pues hasta 1884 no se acordó el meridiano de Greenwich como referencia y se uniformaron las coordenadas) mencionándola como una ciudad vascona situada entre Tarraga (que no está determinado si es Larraga, Sádaba o Tárrega, esta última fuera de territorio vascón, o incluso otras posibilidades) y Segia (la actual Ejea de los Caballeros). Varios autores, dada la similitud fonética de Mosquera y Muscaria han considerado que esta última hacía referencia a Tudela, ya que Mosquera pertenece al término municipal de Tudela y ahí existieron restos de una villa romana hasta el siglo XX. Esta identificación viene de antiguo, pues consta que Francisco Vicente Tornamira (astrónomo del siglo XVI) en el año 1585 desmintió que Tudela fuera la Muscaria de Ptolomeo en "Cronología y repertorio de los tiempos...", lo que indica que ya entonces existía esta interpretación.
Sin embargo en los siglos XVI y XVII distintos geógrafos la situaban más lejana de Tudela. Así Abraham Otell (flamenco, siglo XVI) al otro lado del río Ebro y cercana a Zaragoza; Bernardo Aldrete (jesuita, siglo XVII), también la situó al otro lado del río, cercana a Tauste.
Quien sí creía que se trataba de Tudela fue el Padre Moret, a mitad del siglo XVII, que la asociaba al término de Mosquera y suponía que esta se trasladó para una mejor fortificación al actual lugar, cuando se producían las guerras entre godos y vascones. Se basó en el cartógrafo y matemático del siglo XVI Gerardo Mercator que realizó una interpretación de las coordenadas de Ptolomeo y situó a Muscaria a orillas del río Ebro.

## Significado del topónimo
Considerando una posible filiación con el euskera se puede descomponer en musker (lagarto); muskerra (verde); moskor (tronco de árbol) y Muskel (vástago) y en arria (piedra) o aria (suelo, superficie); se podría entender como tierra frondosa o tierra verde.
Para otros autores (Adolf Schulten, Alicia Mª Canto y Juan Luis García Alonso) la raíz de Muscaria es latina, con los significado de muscu (mosca) o muscus (musgo) y que se relaciona con zona pantanosa o con vegetación, y por ello con la cercanía de un cauce fluvial. Entre estas acepciones se encuentra la que podría proceder de mosquera, que es un arbolado donde sestea el ganado en tiempo de mucho calor. Según Juan Frago García éste es un término muy arraigado en el romance navarroaragonés, para el que existe documentación de 1244 en el onomástico morisco Amet Mosquero.

## Ubicación

### Mosquera, Tudela
Tradicionalmente se ha ubicado en las cercanías del río Ebro entre Tudela y Fontellas, dado que existe en esa zona un lugar denominado Mosquera que en la época altomedieval se denominaba aguadas de Musquira. Sin embargo en contra de esta tesis está que la margen derecha del Ebro parece más probable que fuera un poblado celtíbero que vascón, y que en la evolución fonética de Muskaria a Muskira y esta a Mosquera la letra llana "a" a "i" es difícil de explicar en la transición al romance. En esta zona únicamente se han encontrado algunos restos arqueológicos romanos.

### Otras ubicaciones
Así, se ha apuntado por ejemplo que en Vidaurre en el valle de Guesálaz de la merindad de Estella (por tanto, lejano a Tudela y de muy imposible relación con el topónimo Mosquera) existe un topónimo denominado Muskárria, zona donde los topónimos vascos son comunes. En este lugar, pese al dato toponímico, las prospecciones arqueológicas han sido negativas sin encontrar resto alguno.
En toponimia de Vidángoz aparece un curioso Mozkairua, que parece ser una adaptación vasca (artículo -a) de una forma romance arcaica en -airu,aunque esta localidad es lejana a la zona.
Recientemente, a raíz de las excavaciones desarrolladas en el yacimiento de Los Bañales junto a la localidad zaragozana de Uncastillo, se ha propuesto que este poblado pueda ser la Muscaria de Ptolomeo, hipótesis que respalda la ubicación de Uncastillo en las Cinco Villas de Aragón, donde de acuerdo con las coordenadas ptolemaicas se encontraba Muscaria.